# Taylor-Nunatakker
Die Taylor-Nunatakker sind zwei 650 bzw. 660 m hohe Nunatakker auf der Joinville-Insel vor der Nordspitze der Antarktischen Halbinsel. Sie ragen südöstlich des Mount Quilmes im südöstlichen Teil der Insel auf und sind durch einen schmalen Gebirgsgrat miteinander verbunden.
Wissenschaftler des Falkland Islands Dependencies Survey (FIDS) nahmen 1953 Vermessungen vor. Das UK Antarctic Place-Names Committee benannte sie 1958 nach dem Veterinär Robert Julian Faussitt Taylor (* 1929), der 1954 und 1955 die Schlittenhunde des FIDS auf der Station an der Hope Bay versorgt hatte und von 1953 bis 1954 an der Erkundung der Joinville-Insel durch den FIDS beteiligt war.